# Aegocera obliqua
Aegocera obliqua är en fjärilsart som beskrevs av Paul Mabille 1893. Aegocera obliqua ingår i släktet Aegocera och familjen nattflyn. Inga underarter finns listade i Catalogue of Life.